# Gilles Derot
Gilles Derot (* 10. Mai 1963 in Pont-Saint-Esprit) ist ein französischer Handballtrainer und ehemaliger Handballspieler.

## Spielerlaufbahn

### Verein
Der mittlere Rückraumspieler spielte für den Stade Marseillais Université Club in Marseille. Mit SMUC erreichte er 1983 das Finale um die französische Meisterschaft, das mit 20:21 gegen US Ivry HB verloren ging. Von 1983 bis 1994 lief er für USAM Nîmes Gard auf, mit dem er 1988, 1990, 1991 und 1993 Meister sowie 1985, 1986 und 1994 Pokalsieger wurde.

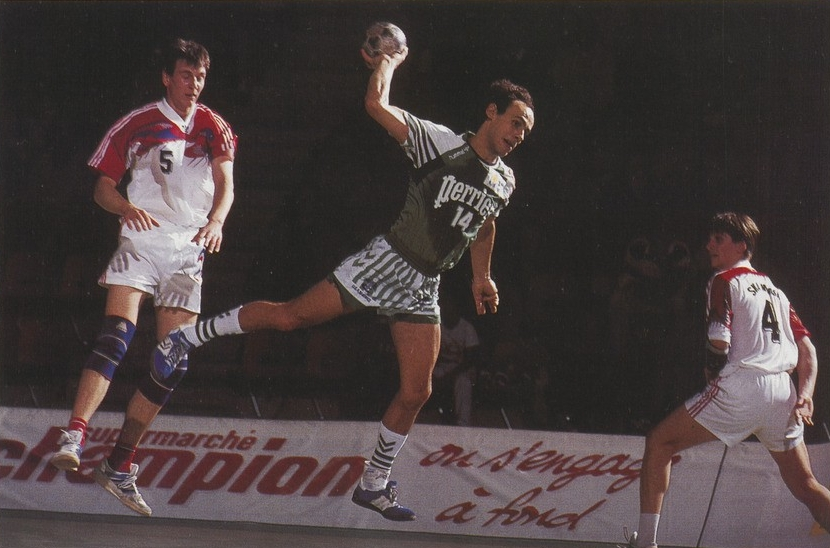
Gilles Derot im Spiel USAM Nîmes gegen SKA Minsk im Jahr 1993.

### Nationalmannschaft
Gilles gehörte ab 1984 zum festen Stamm der französischen Nationalmannschaft, die die C-Weltmeisterschaft 1986 gewann und sich 1990 erstmals seit zwölf Jahren für eine WM-Endrunde qualifizieren konnte. Bei der Weltmeisterschaft 1990 belegte Derot mit Frankreich den neunten Platz. Bei den Mittelmeerspielen 1987 gewann die Auswahl die Silbermedaille. Für die Olympischen Spiele 1992, bei der die Mannschaft Bronze gewann, wurde er von Nationaltrainer Daniel Costantini nicht berufen, da er im Juni 1992 – nur 15 Tage vor Beginn der Sommerspiele – erstmals Vater geworden war. Insgesamt bestritt er 167 Länderspiele.

## Trainerlaufbahn
Seit dem Jahr 2000 ist Derot bei Istres Provence Handball in verschiedenen Funktionen tätig. Von 2000 bis 2004 und 2006 bis 2007 war er Cheftrainer, von 2004 bis 2006 und 2007 bis 2013 Trainer im Leistungszentrum. Nachdem Istres 2012 in die zweite Liga abgestiegen war, übernahm er im Sommer 2013 den Posten beim Profiteam erneut und führte die Mannschaft in seiner ersten Spielzeit zurück in die erste Liga. 2015 stieg man erneut ab, kehrte aber 2018 zurück. 2023 folgte der dritte Abstieg.

## Privates
Sein Bruder Jean-Louis spielte zeitweise mit ihm in Nîmes. Sein Schwager ist der zweifache Handballweltmeister Christian Gaudin. Sein Sohn Théo bestritt drei Länderspiele für Frankreich.